# Roasjö kyrka
Roasjö kyrka är en kyrkobyggnad i Svenljunga kommun. Den tillhör sedan 2006 Sexdrega församling (tidigare Roasjö församling) i Göteborgs stift.

## Historia
Dagens kyrka föregicks troligen av en liten medeltida spånklädd träkyrka.

## Kyrkobyggnaden
Träkyrkan i furutimmer byggdes 1690. Det tresidiga koret tillkom 1783 vid en förlängning åt öster. Vid den västra gaveln byggdes ett torn 1809 och norr om koret tillkom 1821 en sakristia. Kyrkan genomgick en stor restaurering 1930-1931. Barockinredningen är välbevarad.

## Inventarier
- Predikstolen i barockstil är från 1691.
- Altartavlan är målad på 1784 av Nils Åvall från Borås.
- Nattvardskalken är tillverkad 1764 av en silversmed från Borås.

### Orgel
Orgeln är byggd 1896 av Carl Axel Härngren. Den byggdes ut och omdisponerades 1951 av Tostareds Kyrkorgelfabrik. Instrumentet har sju stämmor fördelade på manual och pedal.